# Liste der Bürgermeister von Westerwolde
Dies ist die Liste der Bürgermeister der Gemeinde Westerwolde in der niederländischen Provinz Groningen.
| Bürgermeister | Bürgermeister     | Partei | Partei | Amtszeit | Anmerkungen   |
| ------------- | ----------------- | ------ | ------ | -------- | ------------- |
|               | Leendert Klaassen |        | CDA    | 2018     | kommissarisch |
|               | Jaap Velema       |        | D66    | 2018–    | [ 2 ]         |
|               | Leendert Klaassen |        | CDA    | 2024     | kommissarisch |